# Paratina (Napoli)
Il Paratina detta anche Paradina è una zona di Napoli che fa parte del quartiere di Chiaiano, nella Municipalità VIII. Sorge lungo la via nuova Toscanella.

## Geografia fisica
La contrada Paratina si trova nell'estremità settentrionale di Napoli, nella zona sud ovest del quartiere di Chiaiano, a nord della frazione Santa Croce e a nord ovest della zona del Frullone.
Considerata una zona collinare agricola, è piena di masserie e casali tipici della città.

## Storia
Anticamente era chiamato Polvica (da non confondere con l'omonima frazione nolana), il nome derivava da Pelvi (bacino idrografico), fino al 1631 è stata feudo del Viceré Conte di Monterrey.
La masseria anticamente fu sede dell'Ordine dei carmelitani scalzi dal quale fu denominato il nome Paradina.
La zona è nota per la presenza dell'antico casale di Polvica, il casale è caratterizzato da antiche masserie edificate nel 1806 dai Francesi di Gioacchino Murat.

## Società
La Paradina è sede del cimitero di Chiaiano, che si trova nei pressi del borgo della Toscanella, che fu un'opera ottocentesca, per volere di Ferdinando I di Borbone
Nella Paratina è presente la chiesa di San Nicola di Bari a Polvica.
Sono inoltre presenti diverse aziende agricole, e vinicole oltre ai tanti agriturismi e trattorie.